# Min pappa är Tarzan
Min pappa är Tarzan är en svensk film från 1986 med regi och manus av Judith Hollander. Filmen bygger på ungdomsromanen Moa og mormor av den norska författaren Tove Ellefsen (1981). Huvudrollen som Moa spelas av Majsan Mattsson och i övriga roller ses bland andra Kim Anderzon, Inga Gill och Lars Amble. Filmen var Hollanders långfilmsdebut som regissör.
Filmen möttes genomgående av negativa recensioner.

## Handling
Filmen handlar om Moa och hennes mamma Sonja som flyttar till ett radhus. En dag kommer Sonja hem med en ny man, Alfred, som Moa tycker står i vägen för hennes relation med modern.

## Rollista
- Majsan Mattsson – Moa
- Kim Anderzon – Sonja
- Inga Gill – mormor
- Lars Amble – Alfred
- Johannes Brost – Curt
- Carl Billquist – Larsson
- Richard Armstrong – Tarzan
- Max Winerdal – Erik
- Meg Westergren – hamstern Harry
- Nils Eklund – boven Alex
- Sonja Hejdeman – Sonjas chef
- Lottie Ejebrant – damen med pudeln
- Björn Granath – skrothandlaren
- Gun Jönsson – korvgumman
- Johan Rabaeus – överårig hippie
- Karl La Courbiniere – matrosen
- Ralph Bengtsson – gorillan
- Thorsten Flinck – mc-polis
- Claes Månsson – mc-polis

## Produktion
Initiativet att filmatisera romanen togs av produktionsbolaget Moviemakers Sweden AB och som regissör valdes Hollander. Hon krävde dock att få skriva manus själv, vilket accepterades av bolaget. Hollander lät bland annat en hamster agera berättare i filmen, vilket inte var fallet i boken.
Inspelningen ägde rum under 1984 i Lilljansskogen vid Stora Skuggan, Östermalms IP, Frihamnen (alla belägna i Stockholm) och Gamla Saltsjöbadsvägen i Nacka. Producenter var Bert Sundberg och Lasse Lundberg och fotograf Roland Lundin. Georg Riedel komponerade musiken och Susanne Linnman klippte ihop filmen. Den premiärvisades 17 oktober 1986 på biograferna Rigoletto och Victoria i Stockholm och är 80 minuter lång.
Filmen hade stora problem att hålla budgeten på 5 miljoner kronor och produktionen drog också ut på tiden. Särskilt svårt skulle ljudmixningen visa sig bli och filmens premiär sköts upp från 1985 som först var tänkt. När Hollander såg den slutgiltiga versionen i januari 1986 blev hon mycket missnöjd med ljudet och krävde att vissa röster skulle dubbas, något som producenterna vägrade att gå med på. Detta gjorde att Hollander bad om att inte stå listad som ansvarig regissör för filmen.

### Fotnoter
1. 1 2 3 4 5 6 7 8 9 10 11 12 13 14 15 16  Svensk Filmdatabas, Svenska Filminstitutet, läs online, läst: 1 september 2022.[källa från Wikidata]
2. 1 2 3 4 5 6  ”Min pappa är Tarzan”. Svensk Filmdatabas. http://sfi.se/sv/svensk-filmdatabas/Item/?itemid=15900&type=MOVIE&iv=Basic&ref=/templates/SwedishFilmSearchResult.aspx?id%3d1225%26epslanguage%3dsv%26searchword%3dmin+pappa+%C3%A4r+tarzan%26type%3dMovieTitle%26match%3dBegin%26page%3d1%26prom%3dFalse. Läst 19 maj 2013.